# پابزرگ ملانزی
پابزرگ ملانزی یا بوته‌مرغ ملانزی (نام علمی: Megapodius eremita) گونه‌ای مرغ پابزرگ است که در جزایر ملانزی بومی است. مرغ بوته‌ای ملانزی راهبرد منحصر به فردی برای جوجه‌کشی تخم دارد که در آن به منابع گرمای محیطی استوار است. این گونه پرنده از نظر فرهنگی برای مردم بومی ملانزی مهم است.
همه مرغ‌های پابزرگ در استرالیا یافت می‌شوند، و در این منطقه، پرنده‌های ملانزی دارای پراکنش جزیره‌ای هستند که مجمع‌الجزایر بیسمارک و جزایر سلیمان را در بر می‌گیرد. بوته‌مرغ ملانزی در جزایر کوچک و بزرگ زندگی می‌کند و نسبتاً رایج است (اگرچه در سراسر محدوده آن کم و بیش رایج است).